# Vallsjön (Norrbärke socken, Dalarna)
Vallsjön är en sjö i Smedjebackens kommun i Dalarna och ingår i Norrströms huvudavrinningsområde. Sjön har en area på 0,538 kvadratkilometer och ligger 276 meter över havet. Sjön avvattnas av vattendraget Hedströmmen. Vid provfiske har abborre, gädda och mört fångats i sjön.

## Delavrinningsområde
Vallsjön ingår i det delavrinningsområde (665470-146765) som SMHI kallar för Inloppet i Norra Bredsjön. Medelhöjden är 292 meter över havet och ytan är 9,34 kvadratkilometer. Det finns inga avrinningsområden uppströms utan avrinningsområdet är högsta punkten. Hedströmmen som avvattnar avrinningsområdet har biflödesordning 3, vilket innebär att vattnet flödar genom totalt 3 vattendrag innan det når havet efter 259 kilometer. Avrinningsområdet består mestadels av skog (72 procent). Avrinningsområdet har 1,3 kvadratkilometer vattenytor vilket ger det en sjöprocent på 13,9 procent.